# Südostasiatische Maulwürfe
Die Südostasiatischen Maulwürfe (Euroscaptor) sind eine Säugetiergattung aus der Familie der Maulwürfe (Talpidae). Die Gattung umfasst gegenwärtig zehn Arten, die im östlichen und südöstlichen Asien leben. Im äußeren Erscheinungsbild gleichen sie weitgehend den Eurasischen Maulwürfen. Sie werden durch einen langgestreckt bis walzenförmigen Körper, einen kurzen Hals und durch grabschaufelartige Vordergliedmaßen gekennzeichnet. Das Fell ist zumeist dunkel gefärbt. Als Besonderheit kann der extrem kurze und keulenartig verdickte Schwanz genannt werden. Über ihre genaue Verbreitung und die Lebensweise liegen nur wenige Informationen vor. In der Regel nutzen sie gebirgige Waldlandschaften als Habitate und legen Tunnel sowie Gänge im Erdreich an. Die Gattung wurde im Jahr 1940 eingeführt, galt aber eine gewisse Zeit als mit den Eurasischen Maulwürfen identisch. Vor allem seit den 2010er Jahren konnte eine hohe Diversität der Südostasiatischen Maulwürfe aufgedeckt werden, die auch einzelne kryptische Arten einschließt. Die Bestände werden in einigen Fällen als nicht gefährdet eingestuft, in anderen liegen zu wenige Daten für eine genauere Kategorisierung vor.

## Merkmale

### Habitus
Die Südostasiatischen Maulwürfe sind mittelgroße Vertreter der Maulwürfe und in ihren Körpermaßen vergleichbar zu den meisten Arten der Eurasischen Maulwürfe (Talpa). Kleine Formen wie der Vietnamesische Maulwurf (Euroscaptor subanura) und der Orlov-Maulwurf (Euroscaptor orlovi) werden 10,6 bis 13,3 cm lang und haben ein Gewicht von 25,8 bis 49,9 g. Große Arten wie der Langnasen-Maulwurf (Euroscaptor longirostris) oder der Große Chinesische Maulwurf (Euroscaptor grandis) kommen hingegen auf Körperlängen von 13,5 bis 15,0 cm und wiegen zwischen 37,3 und 71,7 g oder mehr. Der Schwanz variiert in seiner Länge je nach Art. Bei kurzschwänzigen Formen wie dem Vietnamesischen Maulwurf und dem Malaysia-Maulwurf (Euroscaptor malayanus) erreicht der Schwanz etwa 2,0 bis 6,6 % der Länge des übrigen Körpers, bei langschwänzigen Angehörigen wie dem Kuznetsov-Maulwurf (Euroscaptor kuznetsovi) und dem Orlov-Maulwurf sind es 11,1 bis 15,6 %. Übertragen bedeutet dies, dass die Schwanzlänge zwischen 0,3 und 2,5 cm misst. Insgesamt ist der Schwanz bei den Südostasiatischen Maulwürfen deutlich kürzer als bei den Eurasischen Maulwürfen, er wird nie länger als der Hinterfuß. Ein Unterschied zu letzteren ist auch, dass der Schwanz der Südostasiatischen Maulwürfe, wenn unter dem Fell sichtbar, ein keulenartig verdicktes Ende aufweist. Ansonsten haben die Tiere den typischen Körperbau der Eigentlichen Maulwürfe. Ihr Körper ist langgestreckt-walzenförmig, die Schnauze zugespitzt und die rosafarbenen Vordergliedmaßen sind zu Grabwerkzeugen umgebildet. Hände und Füße tragen an den jeweils fünf Strahlen kräftige Krallen. Das dichte Fell ist meist dunkelbraun bis schwärzlich gefärbt. Eine weitere Auffälligkeit findet sich an der Nase mit einem nach vorn gerichteten Nasenpolster und seitwärts orientierten Nasenlöchern. Die Augen bleiben bei einigen Arten, so dem Vietnamesischen Maulwurf, unter einer Hautfalte verdeckt. Des Weiteren unterscheiden sich die Südostasiatischen Maulwürfe von den Eurasischen Maulwürfen durch die sehr enge Lage der Genitalien zum Anus und die Form des Penis. Dessen Eichel ist bei Euroscaptor kurz und dick, bei Talpa lang und schmal.

### Schädel- und Gebissmerkmale
Im Schädelbau gleichen die Südostasiatischen Maulwürfe weitgehend den Eurasischen Maulwürfen. Allgemein ist er langgestreckt sowie schmal und verläuft nach vorn konisch spitz zu. Der Hirnschädel weist häufig deutliche Rundungen auf, die Jochbögen sind nur schwach entwickelt. Bei einigen Arten wie dem Vietnamesischen Maulwurf, dem Pakho-Maulwurf (Euroscaptor parvidens) oder dem Kloss-Maulwurf heben sich die Paukenblasen durch deutliche Aufblähungen hervor, bei anderen wie dem Orlov-Maulwurf und dem Kuznetsov-Maulwurf sind sie abgeflacht. Der Unterkiefer entspricht mit seinem schlanken Bau und dem deutlich hervortretenden Winkelfortsatz sowie dem hoch ragenden Kronenfortsatz weitgehend dem der übrigen Eigentlichen Maulwürfe. Wie bei den Eurasischen Maulwürfen besteht das Gebiss aus 44 Zähnen mit folgender Zahnformel: {\displaystyle {\frac {3.1.4.3}{3.1.4.3}}}. Allerdings unterscheiden sie sich dadurch von anderen talpinen Maulwürfen Asiens. Charakterisiert wird das Gebiss durch die kleinen Schneidezähne, die vergrößerten oberen und schneidezahnähnlich kleinen unteren Eckzähne sowie den ebenfalls vergrößerten letzten Prämolar. Die Molaren besitzen spitze Höckerchena auf der Kaufläche, die über eine dilambdodonte (W-förmige) Zahnschmelzleiste miteinander verbunden sind. Markant sind bei den oberen Mahlzähnen Verbreiterungen im Bereich des Hypoconus, einem der Haupthöcker der Kauoberfläche.

### Skelettmerkmale
Die Südostasiatischen Maulwürfe haben weitgehend einen sogenannten caecoidalen Beckenbau, benannt nach dem Blindmaulwurf (Talpa caeca), bei dem das Foramen des vierten Kreuzbeinwirbels nicht durch eine Knochenbrücke überspannt und somit nach hinten offen ist. Dies ist vergleichbar mit zahlreichen Vertretern der Eurasischen Maulwürfe, weicht aber von den Ostasiatischen Maulwürfen (Mogera) mit ihrem mogeriden Becken ab.

### Eimersches Organ
Das bei zahlreichen grabenden Maulwürfen nachgewiesene Eimersche Organ ist bei den Südostasiatischen Maulwürfen nur wenig untersucht. Allerdings kommen auch bei diesen auf der unbehaarten Nasenspitze buckelartige Aufwölbungen von rund 50 μm Durchmesser vor. Diese bilden Rezeptoren, in die Nervenbahnen enden und so ein feinfühliges Tastorgan entstehen lassen.

### Genetische Merkmale
Die vorliegenden karyologischen Analysen der Südostasiatischen Maulwürfe geben für die untersuchten Arten einen diploiden Chromosomensatz von 2n = 34 bis 38 aus. Am häufigsten ist bisher 2n =36 belegt, so beim Malaysia-Maulwurf, beim Kloss-Maulwurf (Euroscaptor klossi) und bei Euroscaptor ngoclinhensis, so dass bei diesen 17 Chromosomenpaare zuzüglich der beiden Geschlechtschromosomen vorkommen. Die drei Arten unterscheiden sich allerdings hinsichtlich der Anzahl der Arme der Autosomen (fundamentale Anzahl), die bei ersteren beiden 52, bei letzterem 60 beträgt. Der Orlov-Maulwurf wiederum weist einen Chromosomensatz von 2n = 34 mit ebenfalls 52 Autosomenarmen auf. Der bisher umfangreichste Chromosomensatz mit 2n = 38 ließ sich beim Vietnamesischen Maulwurf bestimmen, die fundamentale Anzahl beträgt hier 56. Ein Teil der Änderungen in der Chromosomenanzahl wird auf die Robertson-Translokation zurückgeführt, bei der die fundamentale Anzahl weitgehend stabil bleibt. Die große Abweichung von 60 Autosomenarmen bei Euroscaptor ngoclinhensis steht dagegen möglicherweise mit einer perizentrischen Inversion in Verbindung.

## Verbreitung und Lebensraum
Die Südostasiatischen Maulwürfe sind in Süd-, Ost- und Südostasien heimisch, wobei einzelne Arten nur sehr kleine Verbreitungsgebiete haben können oder lediglich von einzelnen Orten nachgewiesen sind. So ist der Malaysia-Maulwurf lediglich aus den Cameron Highlands der Malaiischen Halbinsel bekannt, was gleichzeitig auch das südlichste Auftreten eines Angehörigen der Gattung repräsentiert. Recht weit reicht die Verbreitung des Langnasen-Maulwurfs, die größere Teile des südlichen Chinas einnimmt. Eine sehr hohe Diversität kann für das kontinentale Südostasien angegeben werden: allein aus Vietnam sind fünf Arten beschrieben. Das westlichste Vorkommen weist der Himalaya-Maulwurf, der das östliche Himalayagebiet besiedelt und von den anderen Arten der Gattung durch die Flusssysteme des Brahmaputra und des Irrawaddy getrennt wird. Insgesamt ist die Ausdehnung der Lebensräume bei zahlreichen Arten noch wenig erforscht. Die Tiere kommen häufig in waldreichen, gebirgigen Landschaften vor.

## Lebensweise
Über die Lebensweise der Südostasiatischen Maulwürfe ist wenig bekannt, sie dürfte aber mit der der übrigen Eigentlichen Maulwürfe übereinstimmen. Demnach leben sie größtenteils unter der Erde, wo sie Gangsysteme errichten. Diese verlaufen in vielen Fällen oberflächennah. Abweichend von den Vertretern der Eurasischen Maulwürfe scheinen einige Arten keine Auswurfhügel (Maulwurfshügel) anzulegen. Bekannt ist dies unter anderem vom Malaysia-Maulwurf, vermutet wird es auch vom Himalaya-Maulwurf. Grund hierfür könnte in einem abweichenden Bau des Schultergürtels liegen, da das Schlüsselbein bei den Südostasiatischen Maulwürfen etwas anders gebaut ist als bei den Eurasischen Maulwürfen. Die Nahrung besteht aus Regenwürmern, Insekten und anderen Kleintieren, was zumindest die wenigen untersuchten Magenreste des Malaysia-Maulwurfs nahelegen. Zur Fortpflanzung liegen kaum Informationen vor. Gelegentlich wurden bei Männchen vergrößerte Hoden beobachtet oder trächtige Weibchen gefangen. Der Zeitraum ist möglicherweise artspezifisch: beim Malaysia-Maulwurf und beim Vietnamesischen Maulwurf war dies jeweils zum Jahresbeginn der Fall, beim Kuznetsov-Maulwurf im September.

## Systematik
Die Südostasiatischen Maulwürfe sind eine Gattung aus der Familie der Maulwürfe (Talpidae) und der Ordnung der Insektenfresser (Eulipotyphla). Sie formen innerhalb der Maulwürfe gemeinsam mit einigen weiteren Artengruppen vorwiegend eurasischer Herkunft die Tribus der Eigentlichen Maulwürfe (Talpini). Bei diesen handelt es sich um die größte Gruppe der Maulwürfe. Es sind mittelgroße bis große Vertreter der Maulwürfe mit einer Anpassung an eine grabende Lebensweise, was sich unter anderem durch die kurzen und kräftigen Ober- beziehungsweise Unterarme und die großen, schaufelartigen sowie nach außen gedrehte Hände abzeichnet. Die Handflächen werden zusätzlich durch ein Sesambein, den sogenannten Präpollex („Vordaumen“), seitlich erweitert. Als weiteres Merkmal kann der kurze Schwanz angegeben werden. Zu den besonderen Skelettmerkmalen der Eigentlichen Maulwürfe gehören die verknöcherte Symphyse des Schambeins und das Fehlen eines Zahnwechsels. Gemäß molekulargenetischen Analysen spalteten sich die Eigentlichen Maulwürfe im Oberen Eozän vor rund 34 bis 36 Millionen Jahren von den anderen Triben der Maulwürfe ab. Die stärkere Diversifizierung der Talpini fand nicht vor dem Mittleren Miozän vor rund 12 Millionen Jahren statt, während eine Aufteilung der Südostasiatischen Maulwürfe im Oberen Miozän einsetzte.
Noch im Jahr 2005 führten Don E. Wilson und DeeAnn M. Reeder innerhalb der Südostasiatischen Maulwürfe rund ein halbes Dutzend Arten. In der Folgezeit kam es zur Beschreibung weiterer Formen, zum Teil nachdem durch molekulargenetische Studien erkannt wurde, dass die Gattung mehrere kryptische Arten enthielt. Folgende Arten sind heute anerkannt:
- Großer Chinesischer Maulwurf (Euroscaptor grandis Miller, 1940); südliches China (Sichuan, Yunnan)
- Kloss-Maulwurf (Euroscaptor klossi (Thomas, 1929)); nördliches Thailand und Laos
- Kuznetsov-Maulwurf (Euroscaptor kuznetsovi Zemlemerova, Bannikova, Lebedev, Rozhnov & Abramov, 2016); nördliches Vietnam
- Langnasen-Maulwurf (Euroscaptor longirostris (Milne-Edwards, 1870)); südliches China (Sichuan, Yunnan, Guizhou, Fujian)
- Malaysia-Maulwurf (Euroscaptor malayanus (Chasen, 1940)); Malaiische Halbinsel
- Himalaya-Maulwurf (Euroscaptor micrurus (Hodgson, 1841)); östliches Himalayagebiet (Nepal, Bhutan nördliches Indien und südliches China)
- Euroscaptor ngoclinhensis Zemlemerova, Bannikova, Lebedev, Rozhnov & Abramov, 2016; zentrales Vietnam
- Orlov-Maulwurf (Euroscaptor orlovi Zemlemerova, Bannikova, Lebedev, Rozhnov & Abramov, 2016); nördliches Vietnam
- Pakho-Maulwurf (Euroscaptor parvidens (Miller, 1940)); südliches Vietnam
- Vietnamesischer Maulwurf (Euroscaptor subanura Kawada, Son & Can, 2012); nördliches Vietnam

Der Japanische Bergmaulwurf (Oreoscaptor mizura) wurde ursprünglich innerhalb der Südostasiatischen Maulwürfe geführt, er bildet aber genetischen Daten zufolge das Schwestertaxon der Ostasiatischen Maulwürfe (Mogera). Daher wurde er im Jahr 2016 in die Gattung Oreoscaptor ausgelagert. Die Eigenständigkeit des Großen Chinesischen Maulwurfs (Euroscaptor grandis) wiederum ist momentan unsicher. Eine genetische Studie aus dem Jahr 2023 wiederum rückt den Vietnamesischen Maulwurf (Euroscaptor subanura) näher an die Ostasiatischen Maulwürfe, wodurch die Südostasiatischen Maulwürfe keine geschlossene Einheit bilden.

## Forschungsgeschichte
Die Gattung der Südostasiatischen Maulwürfe wurde im Jahr 1940 von Gerrit S. Miller eingerichtet. Miller unterschied Euroscaptor von Talpa unter anderem durch den Bau der Genitalien, der Form des Schwanzes und der Lage der Nasenlöcher. Als Typusform bestimmte er den Kloss-Maulwurf (Euroscaptor klossi). In einer umfassenden Revision der Eigentlichen Maulwürfe vereinte aber nur acht Jahre später Ernst Schwarz alle damals bestehenden Gattungen der ost- und südostasiatischen Maulwürfe mit den Eurasischen Maulwürfen und führte sie somit unter Talpa. Hierin wies er zusätzlich alle Arten Ost- und Südostasiens einer einzigen Art zu. Diese benannte er mit Talpa micrura, innerhalb der er mehrere Unterarten unterschied. Das Vorgehen, das Schwarz mit der variablen Gebissstruktur der Eigentlichen Maulwürfe rechtfertigte, wurde teilweise von anderen Wissenschaftlern übernommen. Es geriet aber vor allem in den 1980er Jahren in Kritik, unter anderem durch die Einbeziehung weiterer anatomischer Merkmale wie dem Aufbau des Beckens und wurde daraufhin weitgehend aufgegeben. Die hohe Diversität der Eigentlichen Maulwürfe ließ sich dann nachfolgend auch durch die seit den 2010er Jahren verstärkt durchgeführten molekulargenetischen Untersuchungen aufzeigen.
Die innere Gliederung der Südostasiatischen Maulwürfe war lange Zeit unklar und ist in einzelnen Fällen bis heute nicht sicher aufgelöst. Shin-ichiro Kawada teilte die Gattung im Jahr 2009 auf morphologisch-anatomischem Weg in zwei Linien, die er anhand der relativen Länge der Molarenreihe differenzierte. Dadurch stellte er eine Gruppe mit kurzen Molaren, den longirostris-Typus, einer mit langen, den klossi-Typus, gegenüber. In letztere schloss er unter anderem neben dem Kloss-Maulwurf auch den Großen Chinesischen Maulwurf und den Malaysia-Maulwurf ein, erstere umfasste neben dem Langnasen-Maulwurf auch den Pakho-Maulwurf. Diese Herangehensweise konnte später durch genetische Daten nicht bestätigt werden. Auch hier ergab sich eine mehr oder weniger deutliche Zweiteilung, die aus einer westlichen und einer östlichen Linie besteht. Die westliche longirostris-Gruppe sammelt sich um den Langnasen-Maulwurf und enthält zusätzlich den Kloss-Maulwurf, den Malaysia-Maulwurf, den Orlov-Maulwurf und den Kuznetsov-Maulwurf. Zum engeren Beziehungsumfeld der östlichen parvidens-Gruppe zählen der Pakho-Maulwurf, der Vietnamesische Maulwurf und Euroscaptor ngoclinhensis. Problematisch ist momentan die Stellung des Himalaya-Maulwurfs und des Großen Chinesischen Maulwurfs.

## Stammesgeschichte
Die Südostasiatischen Maulwürfe sind bisher kaum im Fossilbericht belegt. Einzelne Funde kamen aus mittelpleistozänen Ablagerungen der
Yumidong-Höhle in der Umgebung der Drei-Schluchten-Talsperre des Jangtsekiang nahe Chongqing zu Tage. Sie werden dem Langnasen-Maulwurf zugeschrieben.

## Bedrohung und Schutz
Die IUCN erfasst momentan (Stand Januar 2021) nur einen Teil der anerkannten Arten der Südostasiatischen Maulwürfe. Von diesen werden der Langnasen-Maulwurf, der Kloss-Maulwurf, der Himalaya-Maulwurf und der Große Chinesische Maulwurf als in ihrem Bestand nicht bedroht gelistet. Für den Pakho-Maulwurf und den Vietnamesischen Maulwurf liegen für eine genauere Einschätzung zu wenige Daten vor. Ein größerer Teil der Arten ist in Naturschutzgebieten präsent. Da der Forschungsstand zu den Südostasiatischen Maulwürfen generell niedrig ist, werden hauptsächlich Untersuchungen zur Verbreitung, Populationsdichte und biologischem Verhalten der einzelnen Arten als notwendige Maßnahmen angesehen.